# Piedra Parada, Xalapa
Piedra Parada är en ort i Mexiko.   Den ligger i kommunen Xalapa och delstaten Veracruz, i den sydöstra delen av landet, 240 km öster om huvudstaden Mexico City. Piedra Parada ligger 1 274 meter över havet och antalet invånare är 105.
Terrängen runt Piedra Parada är kuperad, och sluttar österut. Runt Piedra Parada är det mycket tätbefolkat, med 3 369 invånare per kvadratkilometer. Närmaste större samhälle är Xalapa, 4,4 km sydväst om Piedra Parada. I omgivningarna runt Piedra Parada växer huvudsakligen savannskog.